# لو ژیو
لو ژیو (انگلیسی: Lü Zhiwu؛ زادهٔ march ۱۸, ۱۹۸۹ (۳۶ سال)) ورزشکار ورزش شنا اهل چین است.
وی در مسابقات کشوری و بین‌المللی در مجموع برندهٔ ۲ مدال طلا، ۱ مدال نقره، ۲ مدال برنز شده‌است.